# Богатырёв, Василий Васильевич (Герой Советского Союза)
Васи́лий Васи́льевич Богатырёв (5 февраля 1922, Куреваниха, Муниципальное образование Залесское — 3 апреля 1945, Мюнхендорф, Мёдлинг) — советский танкист. Участник Великой Отечественной войны. Герой Советского Союза (1946, посмертно). Гвардии лейтенант.

## Биография
Родился 5 февраля 1922 года в деревне Куреваниха (ныне Устюженского района Вологодской области) в крестьянской семье. Русский. Получив семилетнее образование в школе соседнего села Перя, пошёл работать в колхоз. В 1937 году самостоятельно переехал в Ленинград, где окончил школу фабрично-заводского ученичества при заводе точного машиностроения имени Макса Гельца (впоследствии завод «Ленполиграфмаш»), затем работал токарем на этом заводе.
15 июля 1941 года призван в ряды Рабоче-крестьянской Красной Армии Петроградским районным военкоматом города Ленинграда и направлен в Саратовское танковое училище После окончания обучения лейтенант В. В. Богатырёв был направлен в 38-й отдельный танковый полк 3-й ударной армии Калининского фронта и назначен командиром танка «Т-34». В боях с немецко-фашистскими захватчиками с ноября 1942 года.
Боевое крещение получил в Великолукской наступательной операции. В боях за Великие Луки при прорыве вражеской обороны его танк «Т-34» 16 раз ходил в атаку на вражеские укрепления, уничтожив 3 ДОТа, 6 ДЗОТов и 20 блиндажей. Огнём орудия танка уничтожено 12 строений, превращенных немцами в крепости, и около 200 немецких солдат и офицеров. Ещё 150 солдат противника сдались в плен.
В начале весны 1943 года 38-й отдельный танковый полк был передан в состав 27-й армии Северо-Западного фронта. В его составе принимал участие в Старорусской операции. В мае 1943 года полк вошёл в состав 34-й армии Северо-Западного фронта и до ноября 1943 года участвовал в наступательных и оборонительных боях под Старой Руссой. С декабря 1943 года 38-й отдельный танковый полк был включён в состав 1-й ударной армии 2-го Прибалтийского фронта, однако вскоре он был передан в 6-ю гвардейскую армию и в середине января 1944 года принимал участие в ликвидации невельской группировки противника. В марте 1944 года полк был выведен в резерв, а в апреле того же года в составе 53-й армии 2-го Украинского фронта принимал участие в освобождении Правобережной Украины. В ходе Уманско-Ботошанской операции огнём и гусеницами танка уничтожил до 40 солдат и офицеров противника, один танк «Т-4», 3 БТР, 2 противотанковых орудия, 6 ручных и станковых пулемётов. В ходе операции подразделения 53-й армии, освободив города Балта и Котовск, форсировали Днестр и заняли плацдарм в районе города Дубоссары.
В июле был переведен в 364-й гвардейский тяжёлый самоходный артиллерийский полк 6-й танковой армии (с 12.09.1944 — гвардейская) 2-го Украинского фронта и назначен командиром экипажа самоходной артиллерийской установки (САУ) «ИСУ-122». В августе 1944 года принимал участие в Ясско-Кишинёвской операции, освобождении городов Фокшаны и Рымнику-Сэрата. 19 сентября 1944 года в боях на территории Румынии был тяжело ранен. На фронт вернулся в начале января 1945 года и принял участие в Будапештской наступательной операции. В боях за города Варпалата, Веспрем и Девечер экипажем САУ уничтожено 3 самоходных установки противника, 2 танка, 3 орудия.
3 апреля 1945 года в бою за австрийский городок Мюнхендорф его САУ первой ворвалась в город, но на центральной площади попала в засаду. Экипаж подбил один немецкий танк и уничтожил вражескую пушку, однако немцам удалось подбить и поджечь «ИСУ». Экипаж в полном окружении до конца сражался в горящей машине.
Экипаж был похоронен на площади у церкви городка Эбрайхсдорф в Австрии. Позднее его останки были перезахоронены в братской могиле советских воинов № 70 на общинном кладбище Мюнхендорфа.
15 мая 1946 года за образцовое выполнение боевых заданий командования на фронте борьбы с немецкими захватчиками и проявленные при этом отвагу и геройство указом Президиума Верховного Совета СССР гвардии лейтенанту Богатырёву Василию Васильевичу было присвоено звание Героя Советского Союза посмертно.

## Награды
- Медаль «Золотая Звезда» (15.05.1946, посмертно)
- Орден Ленина (15.05.1946, посмертно)
- Орден Красного Знамени (02.03.1943)
- Орден Отечественной войны 2 степени (11.04.1944)
- Орден Красной Звезды (05.11.1943)

## Память
- Бюст Героя Советского Союза В. В. Богатырёва установлен в городе Устюжна Вологодской области
- Памятник Герою Советского Союза В. В. Богатыреву установлен в деревне Куреваниха Устюженского района Вологодской области на месте дома, где он родился.

## Документы
- Общедоступный электронный банк документов «Подвиг Народа в Великой Отечественной войне 1941—1945 гг.» Архивировано 13 марта 2012 года. № в базе данных 150003566. Архивировано 16 мая 2012 года., 11699208. Архивировано 16 мая 2012 года., 18443212. Архивировано 16 мая 2012 года., 30937307. Архивировано 16 мая 2012 года.
- Обобщённый банк данных «Мемориал». Архивировано 10 мая 2012 года. ЦАМО, ф. 33, оп. 11458, д. 852 (недоступная ссылка — история)., ЦАМО, ф. 33, оп. 11458, д. 652 (недоступная ссылка — история)., Информация из списка захоронения З43-93 (недоступная ссылка — история)., Учётная карточка захоронения З43-93 (недоступная ссылка — история)., Схема захоронения З43-93 (недоступная ссылка — история).